# Ansegisus (aartsbisschop)
Ansegisus van Sens of Ansegisus van Lobbes (overleden circa 883) was een prelaat ten tijde van Karolingische vorsten. Hij was achtereenvolgens abt van de (toenmalige) Sint-Michielsabdij in het bisdom Beauvais, abt van de (toenmalige) abdij van Lobbes bij Thuin en aartsbisschop van Sens. Zijn naam blijft verbonden met de ruzie die ontstond tussen hem en de Frankische bisschoppen met zijn benoeming tot primaat van geheel Gallië en Germanië alsook tot pauselijk legaat. Ansegisus was hiermee quasi een vice-paus in het Karolingische Rijk.

## Reims

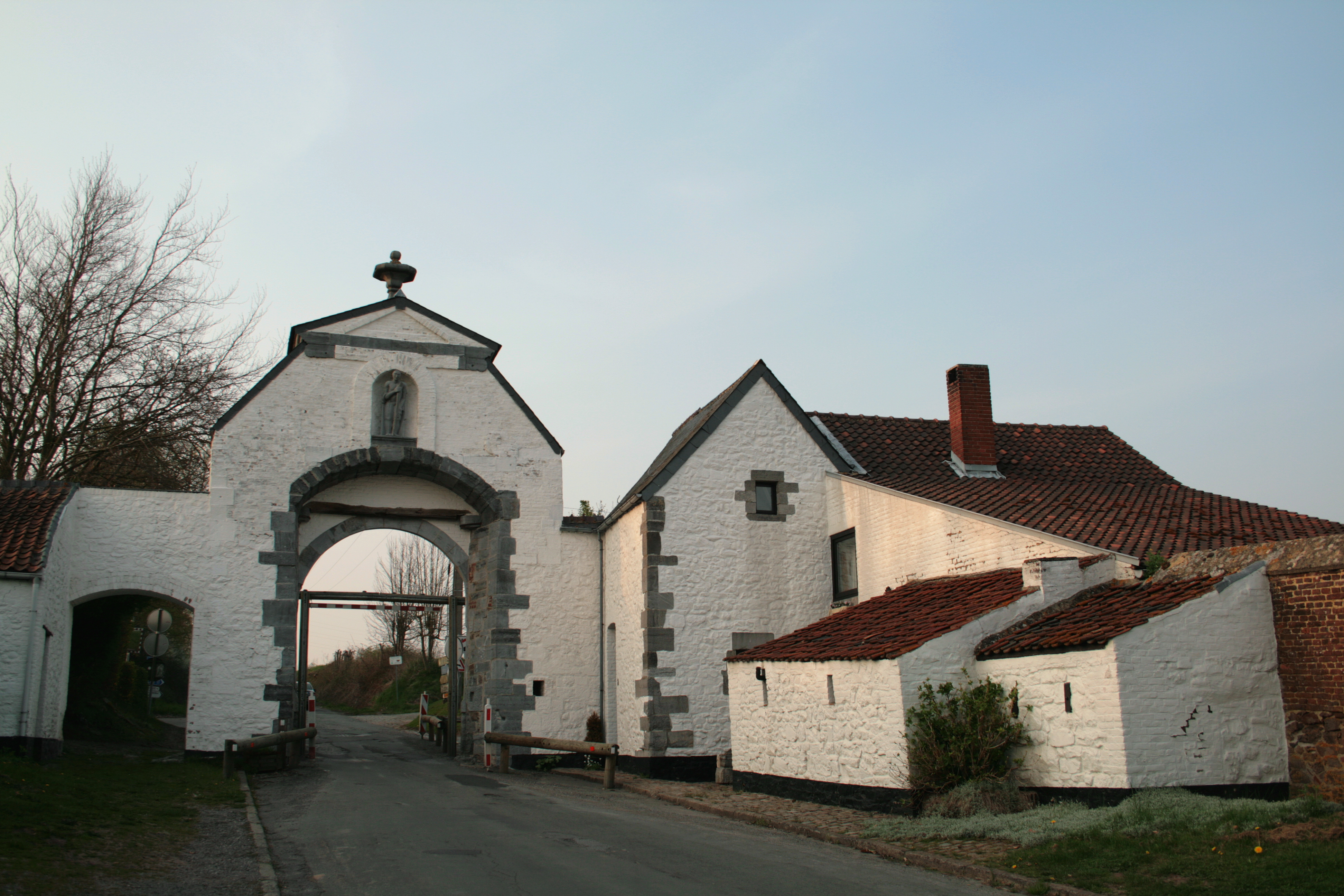
Toegangspoort tot de voormalige abdij van Lobbes

Ansegisus was afkomstig van het aartsbisdom Reims. Samen met zijn broer Vuala, de latere bisschop van Auxerre, groeide hij op in een klooster. De plaats van dit klooster is niet bekend, maar vermoedelijk gaat het om een benedictijnenklooster aangezien de kroniekschrijvers van Auxerre Ansegisus als een benedictijn vermeldden.

## Beauvais
Zijn eerste benoeming was deze van abt van de abdij van Saint-Michel (Sint-Michielsabdij) in het bisdom Beauvais. Volgens de kronieken was Ansegisus erg belezen. Hij zou er abt tot circa 850 geweest zijn.

## Lobbes
Keizer Lotharius I van Midden-Francië was niet opgezet dat zijn schoonbroer Hubert de rijke abdij van Lobbes verwoest had (circa 850). Deze uitgestrekte abdij met een abdijschool, nog gesticht door Karel de Grote, was geplunderd door de militie van Hubert. Lotharius I en de bevoegde bisschop van Kamerijk Jean, lieten de abdij heropbouwen en plaatsten Ansegisus aan het hoofd. Ansegisus leidde de abdij slechts 3 jaar. Mogelijks was hij geen abt (hij had wel de bevoegdheid) maar was hij enkel administrator in Lobbes. Alleszins stuurde Ansegius met ijzeren discipline de herstart van de abdij, en dit tot tevredenheid van Lotharius I.

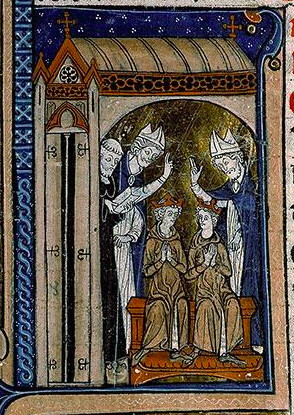
Ansegisus kroont de broers Lodewijk III en Karloman II in Ferrières-en-Gâtinais (879); noteer dat aartsbisschop Ansegisus tweemaal is afgebeeld

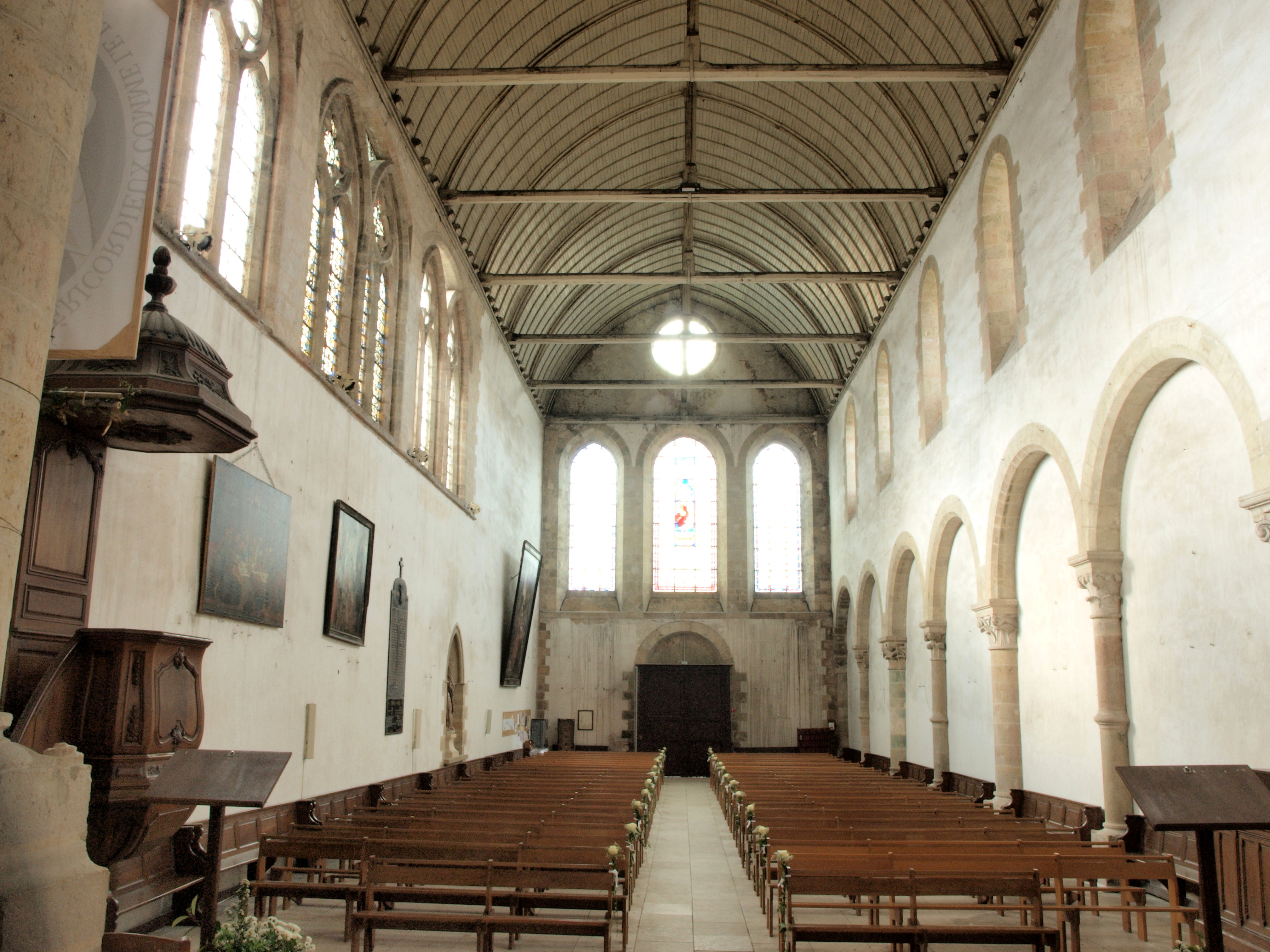
Benedictijnerabdij van Ferrières-en-Gâtinais

## Sens
Door bemiddeling van Lotharius I werd Ansegisus aartsbisschop van Sens en zo een van de machtige prelaten in het Karolingische Rijk.

### Keizerskroning
Ansegisus koos partij voor de halfbroer van Lotharius I, de ambitieuze Karel de Kale uit West-Francië. Ansegisus reisde naar Rome en bepleitte bij paus Johannes VIII de meest prestigieuze post mogelijk, namelijk het keizerschap van het Karolingische Rijk. Ansegisus was aanwezig op kerstdag 875 bij de keizerskroning van Karel de Kale, dag op dag, 75 jaar na de kroning van Karel de Grote op kerstdag 800.

### Primaatschap
De beloning voor aartsbisschop Ansegisus volgde kort nadien, in het jaar 876. Keizer Karel de Kale riep in Ponthion alle bisschoppen van zijn rijk bijeen. Hij legde een pauselijk bul op de tafel. Hierin benoemde paus Johannes VIII Ansegisus tot primaat van geheel Gallië en Germanië, precies de gebieden waarover Karel de Kale wilde heersen of al in bezit had. Meer nog, Ansegisus werd benoemd tot pauselijk legaat, wat in de vroege Middeleeuwen zo veel was als zaakgelastigde van de paus. De bul beschreef in het Latijn de bevoegdheden van Ansegisus:
- in evocanda synodo: hij mocht synodes bijeen roepen
- in aliis negotiis exercendis: hij mocht in alle mogelijke kerkelijke situaties de onderhandelingen leiden
- per Gallias et Germanias Apostolica vice fruatur: hij mocht zetelen namens de paus van Rome over het hele Karolingische Rijk
- decretis sedis Apostolicae per ipsum Episcopis manifesta efficiantur: hij mocht de Roomse decreten bij alle bisschoppen eigenhandig doordrukken
- Verder beschrijft de brief hoe Ansegisus de oren en ogen van Rome werd en dit naar eigendunken kon rapporteren aan Rome. Hij mocht bisschoppen oproepen om in Rome verantwoording af te leggen.

De vergadering in Ponthion was met verstomming geslagen. Meerdere bisschoppen protesteerden en dreigden weg te gaan. Het grootste protest kwam van Hincmar, aartsbisschop van Reims; deze beschouwde zich alvast primaat van Belgica. Hincmar schermde met het kerkelijk recht dat hij enkel verantwoording schuldig was aan de paus en niet aan zijn plaatsvervanger in Gallia. Na dagen besloten vergadering op bevel van een roepende keizer Karel de Kale werd er een soort van slotcommuniqué geschreven. Dit communiqué vermeldt geen namen van Frankische bisschoppen maar stelt vast dat Ansegius voortaan mocht genieten van zijn nieuwe bevoegdheden en zijn primaatschap. Ansegisus werd zowat een vice-paus in het Karolingische Rijk: Secundus Papa appellari meruit schreven de kroniekschrijvers, wat betekent: hij verdiende het een tweede paus genoemd te worden.
Verschillende aartsbisschoppen weigerden Ansegisus te gehoorzamen. Gematigde bisschoppen beweerden dat deze hoge eer enkel gold voor de persoon van Ansegisus en niet voor zijn opvolgers-aartsbisschoppen van Sens. De aartsbisschoppen van Lyon, van Arles en Reims ruzieden fel teneinde het primaatschap zelf op te nemen. Karel de Kale zag zijn ambitie van een eengemaakt Karolingisch Rijk bedreigd en hij gaf paus Johannes VIII hiervoor de schuld. De paus zag finaal de ruziënde aartsbisschoppen ook als een probleem en beloofde halfslachtig aan de aartsbisschop van Arles het primaatschap over Gallië.

### Koningskroning
Ansegisus bleef trouw aan het Karolingische vorstenhuis. Zo steunde hij niet de rebellie van hertog Boso van Provence. Na de overwinning van de Karolingische broers Lodewijk III en Karloman II, kleinzonen van Karel de Kale, was het de primaat-aartsbisschop Ansegisus die met zijn kerkelijk gezag beiden kroonde tot koning van West-Francië. West-Francië was het stamland van Karel de Kale. Ansegisus organiseerde de kroningsceremonie in de benedictijnerabdij van Ferrières-en-Gâtinais (879).

### Overlijden
Na de dood van Ansegisus (883) ging de bloeiende abdij van Lobbes over van de bisschop van Kamerijk naar de bisschop van Luik (888).